# 阿穆尔溺谷
阿穆尔溺谷（俄语：Амурский Лиман）是位于阿穆尔河入海口的溺谷，处鞑靼海峡北部，通过涅韦尔斯科伊海峡连通萨哈林湾，属哈巴罗夫斯克边疆区和萨哈林州，长约185公里，宽约40公里，平均深3米到4.5米，面积4,700平方公里，盐度在5‰到15‰之间。它在鄂霍次克海和日本海间的水交换中发挥了重要作用，溺谷洋流通过其间。